# Lista de edições do Miss Continentes Unidos
A lista abaixo corresponde as informações do extinto Miss Continente Americano, hoje denominado de Miss Continentes Unidos.

## Informações
| Ano  | Edição | Final                  | Local                                            | Apresentação                             | Nº |
| 2006 | I      | 6 de setembro de 2006  | Guaiaquil, Palácio de Cristal                    | Cristhian del Alcázar, Viviane Arosemana | 21 |
| 2007 | II     | 30 de junho de 2007    | Guaiaquil, Centro de Convenções "Simón Bolívar"  | Roberto Rodríguez, Zuleyka Rivera        | 22 |
| 2008 | III    | 6 de setembro de 2008  | Guaiaquil, Centro de Convenções "Simón Bolívar"  | Roberto Rodríguez, Cynthia Plaza         | 20 |
| 2009 | IV     | 26 de setembro de 2009 | Guaiaquil, Centro de Convenções "Simón Bolívar"  | Roberto Rodríguez, Marianne Cruz         | 20 |
| 2010 | V      | 18 de setembro de 2010 | Guaiaquil, Palácio de Cristal                    | Roberto Rodríguez, Jennifer Pazmiño      | 20 |
| 2011 | VI     | 22 de outubro de 2011  | Guaiaquil, Centro de Convenções "Simón Bolívar"  | Roberto Rodríguez, Karla Carrillo        | 21 |
| 2012 | VII    | 29 de setembro de 2012 | Guaiaquil, Palácio de Cristal                    | Roberto Rodríguez                        | 21 |
| —    |        |                        |                                                  |                                          |    |
| 2013 | I      | 14 de setembro de 2013 | Guaiaquil, Palácio de Cristal                    | Roberto Rodríguez                        | 27 |
| 2014 | II     | 13 de setembro de 2014 | Guaiaquil, Centro de Convenções "Simón Bolívar"  | Roberto Begué, Alejandra Argudo          | 31 |
| 2015 | III    | 19 de setembro de 2015 | Guaiaquil, Teatro do Centro Cívico "Eloy Alfaro" | Roberto Begué, Francesca Cipriani        | 28 |
| 2016 | IV     | 24 de setembro de 2016 | Guaiaquil, Palácio de Cristal                    | Roberto Rodríguez, Connie Jiménez        | 28 |
| 2017 | V      | 24 de setembro de 2017 | Guaiaquil, Centro de Convenções "Simón Bolívar"  | Roberto Rodríguez, Claudia Schiess       | 33 |

## Observações
Recorde de candidatas no Miss Continentes Unidos.
     Recorde de candidatas no Miss Continente Americano.